# LaTasha Jenkins
Pour les articles homonymes, voir Jenkins.
LaTasha Jenkins, née le 19 décembre 1977, est une athlète américaine, pratiquant le sprint. En 2001, elle a remporté une médaille d'argent aux championnats du monde en salle et le bronze aux championnats du monde sur 200 m.
Elle détient également un record du monde, celui du 4 × 200 m avec relais américain qui a couru en 1 min 27 s 46 le 29 avril 2000.
Après avoir annoncé sa retraite sportive en 2003, elle revint à la compétition l'année suivante. En août 2006, elle arrive au premier plan de l'actualité en étant suspectée de dopage à la nandrolone. 

## Palmarès

### Championnats du monde d'athlétisme
- Championnats du monde d'athlétisme de 2001 à Edmonton ( Canada)
  -  Médaille d'argent sur 200 m

### Championnats du monde d'athlétisme en salle
- Championnats du monde d'athlétisme en salle de 2001 à Madrid ( Espagne)
  -  Médaille d'argent sur 200 m

### Record du monde
- 1 min 27 s 46 sur 4 × 200 m (avec LaTasha Colander, Nanceen Perry et Marion Jones) le 29 avril 2000 à Philadelphie